# Artjom Sacharow
Artjom Alexejewitsch Sacharow, auch Artyom Zakharov (russisch Артём Алексеевич Захаров, * 27. Oktober 1991 in Petropawl, Kasachische SSR, Sowjetunion) ist ein kasachischer Radrennfahrer, der auf Bahn und Straße aktiv ist.

## Sportliche Laufbahn
Bei den Asiatischen Radsportmeisterschaften 2012 errang Artjom Sacharow gemeinsam mit Sergei Kusin, Alexei Ljalko und Dias Ömirsaqow die Bronzemedaille in der Mannschaftsverfolgung. Im Jahr darauf belegte er beim Lauf des Bahnrad-Weltcups in Aguascalientes Platz drei im Omnium, ebenso beim dritten Lauf des Weltcups 2015/16 in Hongkong. Bei den Bahnradsport-Weltmeisterschaften 2016 in London wurde er Zehnter im Omnium sowie Vize-Asienmeister in dieser Disziplin. Auch belegte er bei der nationalen Meisterschaft im Einzelzeitfahren auf der Straße Rang fünf.
Im selben Jahre wurde Sacharow für den Start im Omnium bei den Olympischen Spielen in Rio de Janeiro nominiert; er belegte Rang zehn. 2017 wurde er kasachischer Meister im Straßenrennen. Bei den Olympischen Spielen in Tokio 2021 wurde er 14. im Omnium.

## Erfolge

### Bahn
2012
- Asienmeisterschaft – Mannschaftsverfolgung (mit Sergei Kusin, Alexei Ljalko und Dias Ömirsaqow)

2014
- Kasachischer Meister – Einerverfolgung

2015
- Kasachischer Meister – Scratch, Omnium

2017
- Asienmeisterschaft – Einerverfolgung, Zweier-Mannschaftsfahren (mit Sultanmurat Miralijew)

2018
- Asienmeisterschaft – Einerverfolgung, Omnium
- Asienspiele – Omnium

2019
- Asienmeisterschaft – Punktefahren
- Asienmeisterschaft – Mannschaftsverfolgung (mit Roman Wassilenkow, Robert Gainejew und Alisher Tsumakan)
- Kasachischer Meister – Omnium, Scratch

2019/20
- Asienmeisterschaft – Omnium
- Asienmeisterschaft – Zweier-Mannschaftsfahren (mit Roman Wassilenkow)

2020
- Kasachischer Meister – Omnium, Scratch, Zweier-Mannschaftsfahren (mit Dmitriy Potapenko)

2021
- Kasachischer Meister – Punktefahren, Mannschaftsverfolgung (mit Alisher Zhumakan, Dmitriy Potapenko und Ramis Dinmukhametov)

2022
- Asienmeisterschaft – Omnium
- Islamic Solidarity Games – Omnium
- Asienmeisterschaft – Zweier-Mannschaftsfahren (mit Alisher Zhumakan)
- Kasachischer Meister – Omnium

2023
- Asienspiele – Zweier-Mannschaftsfahren (mit Alisher Zhumakan, Ramis Dinmukhametov und Dmitri Noskov)
- Asienmeisterschaft – Omnium
- Asienmeisterschaft – Mannschaftsverfolgung (mit Ramis Dinmukhametov)
- Kasachischer Meister – Punktefahren

### Straße
2017
- Kasachischer Meister – Straßenrennen